# دونالد ميلر
دونالد ميلر (بالإنجليزية: Donald Miller)‏ هو كاتب سيناريو وكاتب أمريكي، ولد في 12 أغسطس 1971 في بيرلاند في الولايات المتحدة.

## وصلات خارجية
- دونالد ميلر على موقع IMDb (الإنجليزية)
- دونالد ميلر على موقع ميوزك برينز (الإنجليزية)
- دونالد ميلر على موقع قاعدة بيانات الفيلم (الإنجليزية)